# 內赫沃羅先卡河
内赫沃羅先卡河（烏克蘭語：Нехворощанка），是烏克蘭中部的河流，屬於奧列利河的右支流。該河發源自胡利亚伊斯泰普，流經波爾塔瓦州的波爾塔瓦區，河道全長21公里，流域面積100平方公里。